# Jean Vernier
Jean Pierre Vernier (* 21. Juli 1923 in Grand-Charmont; † 8. Juli 2006 in Saint-Priest-en-Jarez) war ein französischer Mittelstreckenläufer, der sich auf die 1500-Meter-Distanz spezialisiert hatte.
Bei den Olympischen Spielen 1948 in London schied er im Vorlauf aus. 1950 wurde er bei den Leichtathletik-Europameisterschaften in Brüssel Achter, und 1952 kam er bei den Olympischen Spielen in Helsinki erneut nicht über die erste Runde hinaus.
1947 wurde er Französischer Meister. Seine persönliche Bestzeit von 3:48,6 min stellte er am 2. Juni 1949 in Paris auf.
Sein Zwillingsbruder Jacques Vernier war als Langstreckenläufer erfolgreich.